# Prototrophie
Prototrophie ist ein Begriff aus der Mikrobiologie und bezeichnet die Fähigkeit von Lebewesen (insbesondere von Bakterien- oder Hefe-Stämmen), alle benötigten organischen Wachstumsfaktoren (Suppline) selbst synthetisieren zu können. Ein Lebewesen mit dieser Fähigkeit bezeichnet man als Prototroph.
Das Gegenteil von Prototrophie wird als Auxotrophie bezeichnet.

## Beispiel
Der Stamm leu+ von Escherichia coli ist bezüglich der Aminosäure Leucin prototroph, der Stamm leu− ist für Leucin auxotroph, muss also diesen Stoff aus der Umgebung oder dem Nährboden aufnehmen.